# Clan Ashikaga
El clan Ashikaga (足利氏, Ashikaga-shi) fou un important clan japonès que es va establir en el shogunat Ashikaga i va obtenir el poder del shogunat durant l'era Muromachi per més de dos-cents anys. Va ser una branca del clan Minamoto i molts clans es derivaren d'aquest incloent el clan Hosokawa, el clan Imagawa, el clan Kira, el clan Shiba i el clan Isshiki.